# Saint-Martin-de-Ré
Saint-Martin-de-Ré ist eine französische Gemeinde mit 2309 Einwohnern (Stand 1. Januar 2022) an der französischen Atlantikküste im Département Charente-Maritime. Sie liegt auf der Insel Île de Ré.

## Geschichte
Die Geschichte der historischen Hauptstadt der Île de Ré begann mit einem kleinen Dorf im 10. Jahrhundert, dem 1212 das Stadtrecht zuerkannt wurde.
Im Mittelalter bildet der Hafen den Mittelpunkt der Stadt und war Ausgangspunkt für den Export von Wein und Salz und den Import von Getreide und Holz. Die gesamte Île de Ré war jedoch auch während des Hundertjährigen Krieges zwischen Engländern und Franzosen ein umkämpftes Gebiet und „wurde zu einem strategischen Standort für die französische Seeverteidigung gegen die englischen und protestantischen Ideen, die sich im 16. Jahrhundert verbreiteten“.
Im Zuge dieser Auseinandersetzungen wurde 1625 unter Ludwig XIII. mit dem Bau der ersten modernen Befestigungsanlage in Saint-Martin begonnen, die im Frühjahr 1627 fertiggestellt wurde.

„Die Zitadelle hatte einen quadratischen Grundriss mit vier Bastionen, die durch Kurtinen verbunden und durch halbmondförmige Bauten und einer mit Palisaden bewehrten Fausse-Braie verteidigt wurden. Ihre Gebäude waren um einen zentralen Waffenplatz herum angeordnet.“

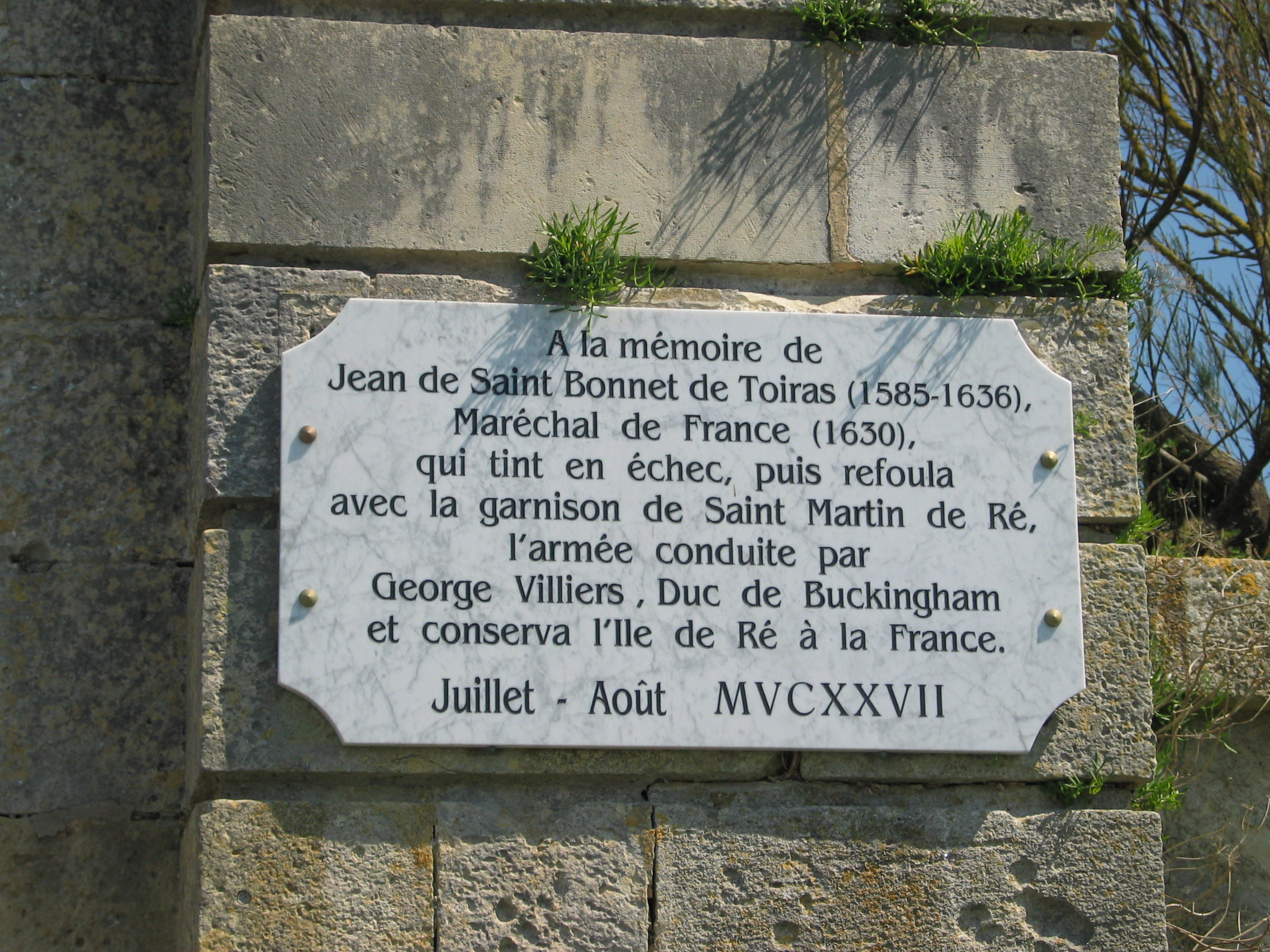
Tafel zum Gedenken an Jean de Saint-Bonnet de Toiras an der heutigen Zitadellenmauer

Kurz nach der Fertigstellung wurde die Zitadelle ihrer ersten Bewährungsprobe ausgesetzt. Am 10. Juli 1627 landete in Saint-Martin der Herzog von Buckingham mit 5.000 Soldaten und 100 Reitern zur Unterstützung der französischen Protestanten in La Rochelle.
Die Franzosen konnten sich unter dem Kommando von Marschall de Toiras behaupten und schlugen schließlich die Engländer in die Flucht.
Um die Zufahrten nach La Rochelle und Rochefort vor feindlichen Angriffen zu schützen, entstanden 1672 erste Pläne für einen besseren Schutz von Saint-Martin, die aber zunächst nicht verwirklicht wurden. Auf sie griff aber 1681 der Ingenieur François Ferry (1649–1701) zurück, der sie in modifizierter Form und unter der Leitung von Sébastien Le Prestre de Vauban in die Arbeiten zur Befestigung der Stadt und der Erneuerung Zitadelle einfließen ließ.
Faktisch führten die bis 1685 durchgeführten Arbeiten zu einem Neubau der Zitadelle und einer rundum Befestigung der Stadt.
- „Die quadratisch angelegte Zitadelle, die an Stelle einer Festung aus dem Jahr 1627 errichtet wurde, nimmt den östlichen Teil der Stadt ein. Ihr Verteidigungssystem besteht aus vier Bastionen, drei Außenwerken und einem Vorwerk, die von einem Graben und einem überdachten Wehrgang umgeben sind. Sie verfügte über ein Arsenal, Lebensmittellager und Pulvermagazine, Kasernen und Offiziersunterkünfte... Zum Meer hin kann man die Zitadelle über einen kleinen befestigten Hafen verlassen.“[4]
Die Zitadelle wird „in etwa zweihundert Metern Entfernung von einer großen Kaserne flankiert […]. Beide sind eins mit den Stadtmauern, die die Stadt schützen.“[5] In einer Broschüre des Musée Ernest Cognacq heißt es, die Zitadelle sei „eine Stadt in der Stadt, eine kleine Festung, die in die Gesamtheit der Festung integriert ist und die Überwachung der Stadt gewährleistet, aber auch als letzter Verteidigungspunkt im Falle einer Belagerung dient. Sie wurde als autonome Festung konzipiert und beherbergt die 1400 Soldaten der Garnison.“[6]
- Die für die Befestigung der Stadt realisierte „Anlage verfügt über einen weiten Festungsgürtel, der die Bevölkerung der Insel aufnehmen kann, d. h. etwa 16 000 Bewohner einschließlich des Viehs, und in dem im Fall eines feindlichen Angriffs Lebensmittel und Viehfutter untergebracht werden können. Es besteht zur Landseite als kreisförmige Anlage aus Bastionen, Halbbastionen mit Bollwerksohren, Außenwerken und einem Vorwerk. Zwei monumentale Tore, die Porte Toiras und die Porte des Campani, bilden die Eingänge. Die auch von einem Graben und einem Wehrgang gesäumte Anlage ist im Übrigen von einem Glacis mit einer nach der Außenseite der Wälle einen Kanonenschuss weit geneigten Fläche umgeben.“[4]

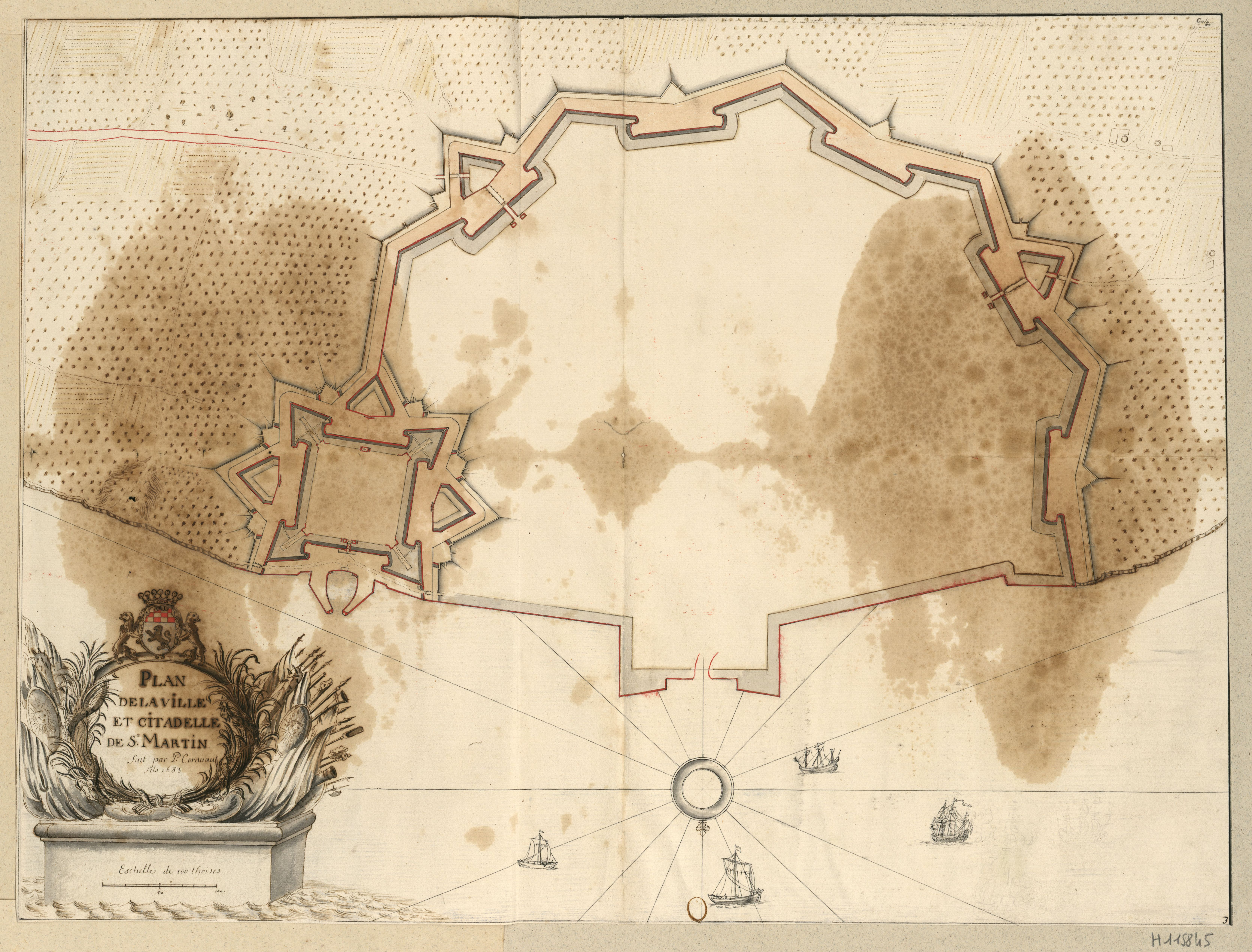
Plan der Befestigungsanlage von 1683 (Stadt & Zitadelle)
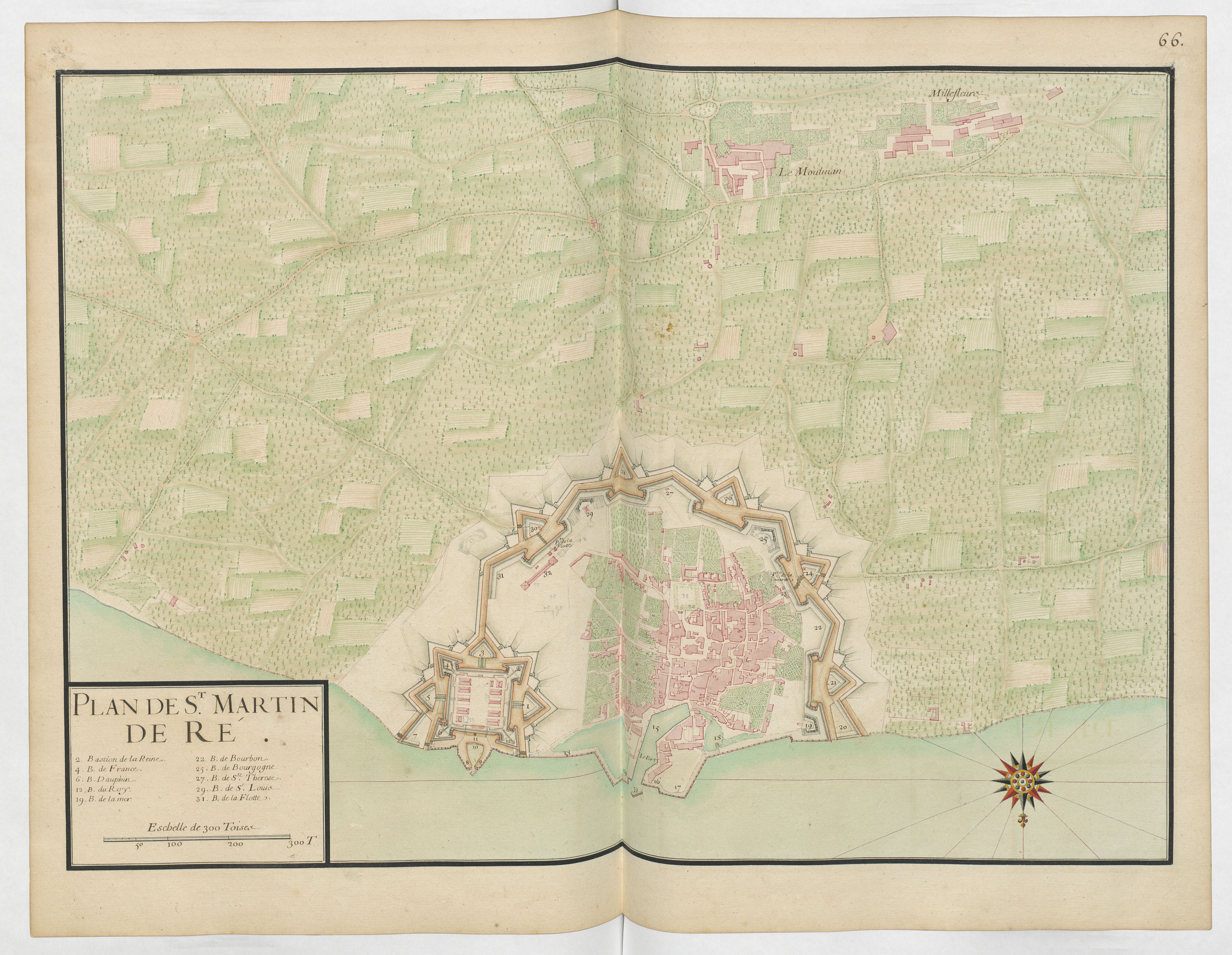
Plan von 1693 (Stadt & Zitadelle)
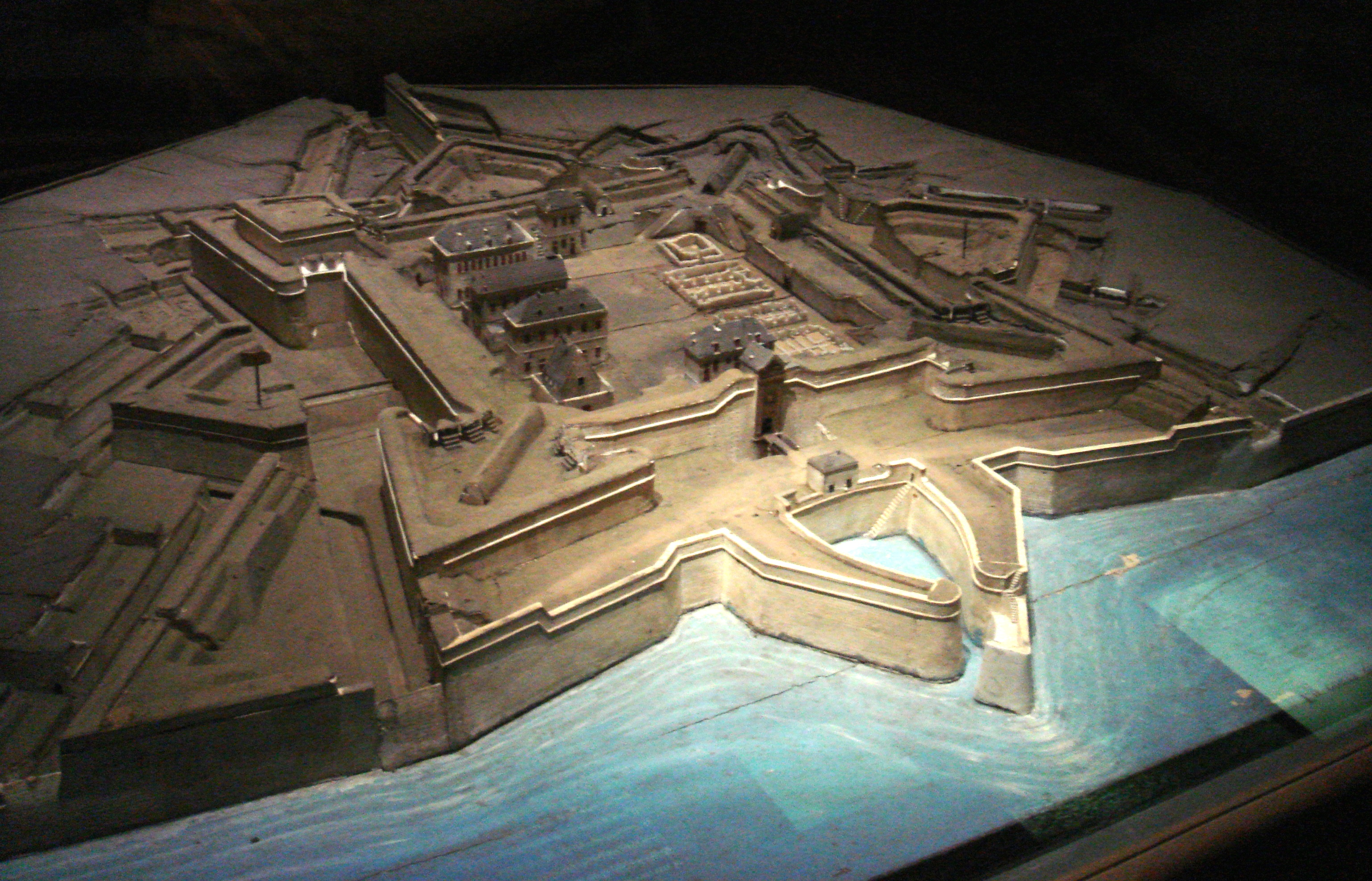
Reliefplan der Zitadelle von 1703

Die Befestigungsanlagen von Saint-Martin bilden einen Halbkreis mit einem Radius von 1,5 km und einer Länge von mehr als 14 km. Sie sind bis heute in intaktem Zustand und gehören seit 2008 zusammen mit anderen Werken in ganz Frankreich zum UNESCO-Weltkulturerbe „Festungsanlagen von Vauban“.
Über die weitere Entwicklung der Stadt liegen nur wenige belastbare Informationen vor. Am 15. und 16. Juli 1696 sei Saint-Martin durch eine englisch-niederländische Flotte beschossen worden, und die Stadt sei „einst eine mächtige Militärhochburg“ gewesen. Bei Renouard dagegen heißt es, „dieses Flaggschiff der Militärarchitektur des 17. Jahrhunderts“ sei nie im Krieg eingesetzt worden und habe nur dem Zweck des Einsperrens gedient. Letzteres bezieht sich vermutlich hauptsächlich auf die Zitadelle und die Kaserne, die im 19. Jahrhundert in ein Gefängnis umgewandelt wurden. Der Ort Saint-Martin scheint von da an eine eigene Entwicklung genommen zu haben.

### Der Gefängnis- und Internierungsort Saint-Martin bis 1938
Bei der zuvor erwähnten Umwandlung in ein Gefängnis ist nicht klar, ob diese von Anfang an Zitadelle und Kaserne betraf oder nur die Kaserne, die zu Ehren von Marschall de Toiras den Namen Caserne Toiras trägt. Auf einer Webseite der Région Nouvelle-Aquitaine heißt es, dass „diese Kaserne […] bis zu ihrer Umwandlung in eine Strafvollzugsanstalt keine nennenswerten Veränderungen erfahren zu haben“ scheint. Erste Umbauarbeiten sind für das Jahr 1835 dokumentiert, doch zum Beginn der Nutzung als Gefängnis gibt es keine genauen Angaben. Bei Schramm heißt es, die Nutzung der Zitadelle als Gefängnis habe 1871 begonnen, aber Renouard verweist auf bereits früher erfolgte Inhaftierungen:

„So wurden hier Revolutionäre, Royalisten, widerspenstige Priester, Gegner Napoleons und Soldaten, die ihm treu blieben, sowie später die Kommunarden untergebracht. Ab 1873 wurden hier Kriminelle, die zu Zwangsarbeit verurteilt worden waren (Dekret vom 31. Mai 1852), sowie Abgeschobene, Kriminelle und Rückfalltäter (Gesetz vom 27. Mai 1885) untergebracht, die später in die Zuchthäuser von Französisch-Guayana transportiert wurden.“

Renouard legt Wert darauf, dass es nie eine Strafkolonie auf der Île de Ré gegeben habe; sondern nur ein kleines Gefangenenlager, das von etwa dreißig Beamten geführt wurde. Zweimal im Jahr seien hier für etwa zwanzig Tage Sträflinge vor ihrer Abreise nach Cayenne untergebracht worden. Die wohl bekanntesten Häftlinge aus dieser Epoche, die nach Schramm von 1898 bis 1938 dauerte, waren 1895 Alfred Dreyfus nach seiner Verurteilung in der Dreyfus-Affäre und Henri Charrière, der seinen Aufenthalt in Saint-Martin in seinem Buch Papillon schilderte.
Von 1914 bis 1918 wurden in der Zitadelle deutsche Kriegsgefangene interniert, und während der Ruhrbesetzung wurden zahlreiche deutsche politische Gefangene in der Zitadelle inhaftiert.

### 1940–1944: Internierungslager Saint-Martin
Ab dem 10. März 1940 war die Zitadelle ein Internierungslager und firmierte offiziell als Centre de séjour surveillé (CSS, Zentrum für überwachten Aufenthalt). Zuvor waren hier aber schon Menschen festgehalten worden, die nach Allgemeinem Recht (droits communs) inhaftiert worden waren. 200 von ihnen wurden 1940 auf das Festland verlegt, um Platz zu schaffen für Gefangene, die aus politischen Gründen von den Behörden verfolgt wurden. Zu diesen unerwünschten Franzosen zählten ehemalige Gewerkschafter, Mitglieder der Kommunistischen Partei, einige Sozialisten und Anarchisten, Freimaurer, Gegner des Vichy-Regimes und nach der Deutschen Besetzung Frankreichs im Zweiten Weltkrieg Personen, die sich weigerten, für die Deutschen zu arbeiten.
Am 23. Juni 1940 waren 49 Personen in Saint-Martin interniert, am 12. Juli 1941 noch 21: 18 Kommunisten (darunter 2 Spanier), 2 unerwünschte Russen und 3 sonstige. Im August 1941 wurde der größte Teil der Internierten von Saint Martin in das Internierungslager Camp de Mérignac, das Camp de Choisel in Châteaubriand und in andere Haftorte verlegt.
Ab September 1941 stand das Lager unter deutscher Verwaltung, wofür die Organisation Todt (OT) zuständig war, die die Internierten auch zu den Arbeiten am Atlantikwall heranzog.
Am 25. Februar 1944 trafen 100 politische Häftlinge aus dem Camp de transit de Pithiviers in Saint-Martin ein und wurden in beschlagnahmten Häusern und in der Zitadelle untergebracht. Sie mussten für die OT arbeiten. Bereits im Mai 1944 wurden sie aber nicht mehr benötigt und sollten von den französischen Behörden auf Wunsch der Deutschen außerhalb des Departements untergebracht werden. Da dies nicht mehr möglich war, wurden sie schließlich in das Lycée Fromentin nach La Rochelle verlegt.
Im November 1944 gab es eine deutsch-französische Übereinkunft über die Freilassung von 169 Internierten. In Saint-Martin folgten ihnen als Gefangene Soldaten polnischer Herkunft, die sich weigerten, in der deutschen Armee zu kämpfen.
Die AFMD unterscheiden auf ihrer Webseite zwischen dem Centre de séjour surveillé und einem offenbar erst 1944 eingerichteten Camp de travailleurs surveillés (überwachtes Arbeiterlager). Es ist nicht auszuschließen, dass es sich dabei um das zuvor von Annet erwähnte Lager für Arbeiter der Organisation Todt handelt, dessen Beginn ja auch auf das Jahr 1944 datiert wurde. Allerdings gehen die AFMD von deutlich höheren Belegungszahlen aus.

„Es gibt ungefähr 800 von ihnen (95 % Franzosen, 3 % Spanier, 2 % Chinesen und Italiener) und die meisten von ihnen sind Politische, vermischt mit Verurteilten nach Allgemeinem Recht und Verwaltungsinternierten.“

Entgegen der offiziellen Bezeichnung des Lagers als Camp de travailleurs surveillés hätten die Bewohner der Insel es als Konzentrationslager (Camp de concentration) bezeichnet. Es befand sich innerhalb der Zitadelle, „im ehemaligen Strafvollzugszentrum, einem befestigten Zentralhaus, das von einer sehr breiten Mauer und tiefen Gräben umgeben ist“. Ihre Bewachung erfolgt durch 23 französische Gendarmen, die dem Kommando von 2 deutschen Soldaten unterstanden.
Über das genaue Ende dieser Internierungen gibt es keine Hinweise.
Parallel zur Nutzung der Zitadelle als Internierungslager fand ab 1942 auch noch deren Reaktivierung als militärische Anlage statt. Die deutschen Besatzungstruppen machten die Zitadelle zu einem Bestandteil des Atlantikwalls. „Die daraus resultierenden baulichen Maßnahmen zogen erfreulicherweise keine nachhaltigen Eingriffe in die historische Bausubstanz des Forts nach sich.“

### Das Maison Centrale de Saint-Martin-de-Ré
Nach dem Ende des Zweiten Weltkriegs waren in der Caserne Toiras Menschen inhaftiert worden, die der Kollaboration mit den Deutschen beschuldigt worden waren.
1946 wurde in der Zitadelle beziehungsweise den dazugehörigen Kasernengebäuden das Maison Centrale de Saint-Martin-de-Ré eröffnet, eines von heute fünf französischen Gefängnissen für Gefangene, die zu langen Haftstrafen verurteilt worden waren.
Über die frühe Nachkriegsgeschichte dieser Haftanstalt liegen kaum Informationen vor. Ausführlich dagegen befasst sich Jean-Claude Vimont mit den 1960er Jahren, als in Saint-Martin Millitante der Terrorbewegung Organisation de l’armée secrète (OAS) ihre Strafen verbüßten. Einer von ihnen war Armand Belvisi, der 1961 an dem Charles de Gaulle geltenden Attentat von Pont-sur-Seine beteiligt war. Belvisi verbrachte bis zu einer Amnestie im Jahre 1968 mehrere Jahre in der Caserne Toiras und konnte dort trotz seiner Gefangenschaft den Gefängnisalltag fotografieren. Vimont beschreibt die baulichen Veränderungen.

„Im Gefängnis von Saint-Martin-de-Ré wurden 426 politische Gefangene wegen Taten im Zusammenhang mit den Ereignissen in Algerien festgehalten, hauptsächlich OAS-Kämpfer, so eine Zählung des Präsidenten der Adimad, Jean-François Collin. Sie waren in neuen Zellengebäuden (A und B) untergebracht, die innerhalb der Thoiras-Kaserne errichtet wurden. Das Gebäude A wurde 1955 und das Gebäude B 1957 errichtet. Die alte Kaserne beherbergte in der Nachkriegszeit Verurteilte, die wegen Kollaboration verurteilt worden waren, was insbesondere in Pierre Malos Buch Je sors du bagne erwähnt wird. Bis 1962 waren in den neuen Zellengebäuden auch Verurteilte der FLN untergebracht. Die politischen Häftlinge waren also von den Verbannten getrennt, die nach Ablauf ihrer Hauptstrafe drei Jahre lang im "Centre d'épreuve" [Bewährungszentrum] in der von Vauban entworfenen Zitadelle blieben, bevor sie bedingt entlassen oder in ein Beobachtungszentrum verlegt wurden.“

Blick auf die Gefängnisanlage in der Zitadelle
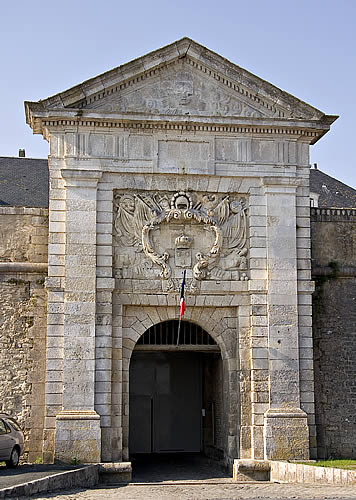
Der zentrale Zugang zur Zitadelle
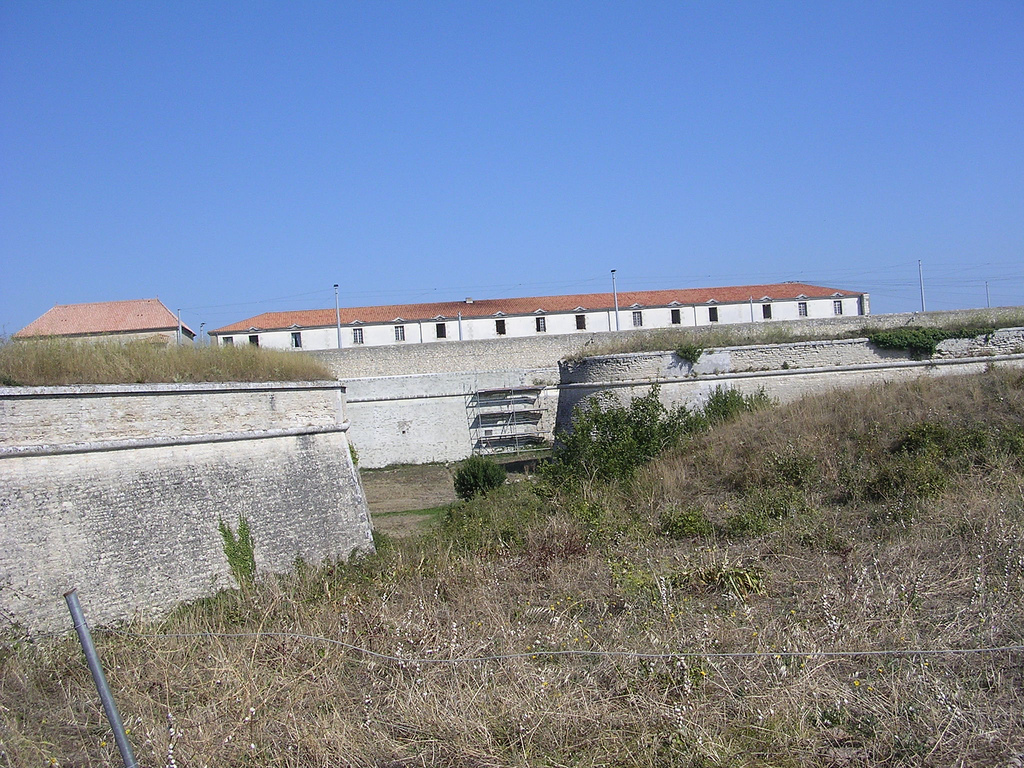
Blick auf den Gefängnistrakt (1)
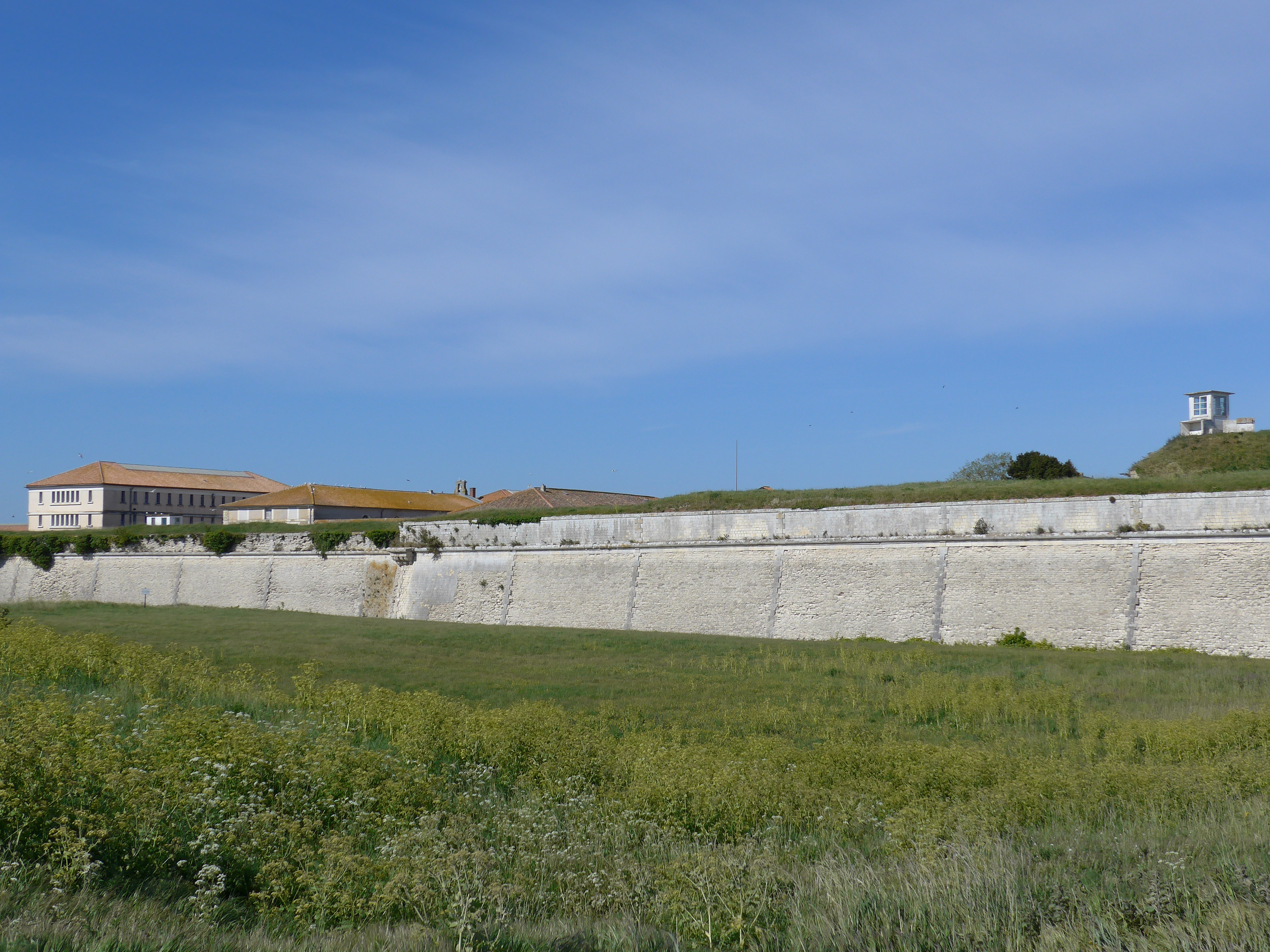
Blick auf den Gefängnistrakt (2)

Nach der Amnestie von 1968, in deren Folge die aus politischen Gründen inhaftierten Gefangenen das Maison Centrale verlassen konnten, scheint sich die Einrichtung zu einer Sicherungseinrichtung für schwierige Gefangene, insbesondere für solche mit langen Haftstrafen, entwickelt zu haben. In einem Rapport vom September 2021 ist davon die Rede, dass der Anteil der Häftlinge, die wegen Sexualdelikten inhaftiert sind, bei 54,5 % liegt. Nach einem Bericht der Menschenrechtsorganisation Observatoire international des prisons (OIP-SF) verfügte das Maison Central zum Stichtag 1. Januar 2023 über 458 Haftplätze und 466 Zellen. Untergebracht waren 388 Personen, was einer Auslastung von 84,7 % entsprach. In dem Rapport war von einer etwas niedrigeren Belegung die Rede, aber auch davon, dass die durchschnittliche Zellengröße „trotz der Investitionen, die in den letzten Jahren einige der Haftbedingungen verbessert haben“, nur 6,5 m² betrug.

### Die Stadt und ihr Gefängnis
Die Zitadelle mit ihrem Zuchthaus (le bagne) – dem seit 1970 größten Zentralgefängnis Frankreichs – war spätestens seit den frühen 2000er Jahren eine Touristenattraktion, die viele Sommergäste anzog. Der Gefängnischarakter der Anlage durfte aber auch nicht zu sehr das Gesamtbild von Saint-Martin beeinträchtigen. Deshalb kam es 1993 zu öffentlichen Auseinandersetzungen, als das Gefängnis gegen Befreiungsversuche seiner Insassen durch Helikopter gesichert wurde. Zu diesem Zwecke wurden hohe Masten installiert, die mit Stahlseilen verbunden waren. Diese Art der Sicherung stand in krassem Gegensatz zu der ansonsten sehr malerischen Architektur der Insel und führte zu Protesten. Mittlerweile sind die Masten entfernt und die Stahlseile in Höhe der Festungsmauern angebracht.
Zweimal, 1998 und 2002, zeigte das Musée Ernest Cognacq Ausstellungen über die Zuchthäuser in Französisch-Guayana, in die die Verbannten von Saint-Martin aus verbracht worden waren. Die für Touristen unzugängliche Zitadelle ist „außergewöhnlich und einzigartig in Europa: ein Gefängnis im Herzen eines berühmten Touristenorts, kaum dreihundert Meter vom Hafen von Saint-Martin entfernt, dem „Saint-Tropez des Atlantiks“, einer der teuersten und schicksten Orte der Insel, auf jeden Fall der belebteste, ein Muss für alle Sommergäste.“

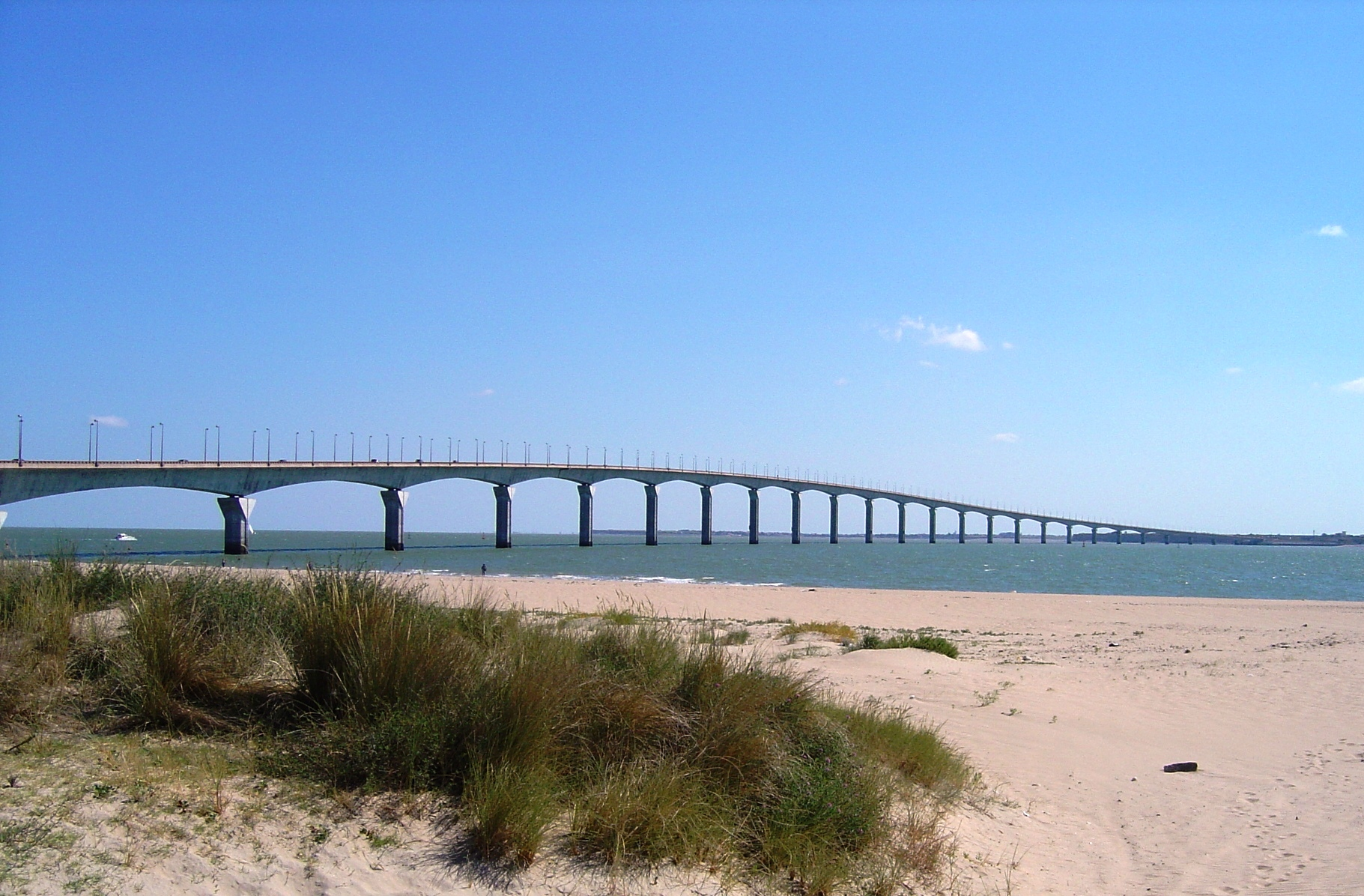
Der Pont-Île-de-Ré zwischen La Rochelle/La Pallice und Sablanceaux/Rivedoux-Plage

Renouard führte die Faszination für die Stadt trotz der in ihrer Mitte angesiedelten Gefängnisanlage auch darauf zurück, dass von dieser seit 1946 keine nennenswerten Skandale nach außen drangen, und auch für die Bewohner der Île de Ré war das Gefängnis an sich schon ein wichtiger Wirtschaftsfaktor: es war – um 2000 – der größte Arbeitgeber auf der Insel und bot 285 Menschen einen Arbeitsplatz. Für Letztere begann sich allerdings ab 1988 mit der Eröffnung des Pont-Île-de-Ré die Situation stark zu ändern. Durch die Brücke wuchs die Zahl der Touristen stark an, was zu enormen Steigerungen bei den Baulandpreisen und zu einer Verdrängung traditioneller Wirtschaftszweige wie Fischerei und Fischverarbeitung sowie der Austernzucht führte. Ein Teil der Bevölkerung, darunter auch Gefängnispersonal, das über Grund- oder Immobilienbesitz verfügte, profitierten von dieser Entwicklung. Heute allerdings steht das Gefängnispersonal eher auf der Verliererseite. Der Tourismus hat so zugenommen, dass es für das Personal kaum vernünftige Unterkünfte mehr auf der Insel gibt, und viele Aufseher gezwungen sind, sich auf dem Festland niederzulassen, teilweise fünfzig Kilometer oder mehr vom Arbeitsort entfernt. Anfang 2023 wurde von einem starken Personalmangel berichtet:

„Von einer theoretischen Personalstärke von 205 Aufsehern werden 191 für die Beaufsichtigung der rund 400 Häftlinge, die auf die beiden Standorte Zitadelle und Kaserne verteilt sind, ausgewiesen. Auch wenn die 14 Praktikanten auf dem Papier die Differenz ausgleichen, fehlen derzeit in Wirklichkeit 27 Aufseherstellen (sieben Pensionierungen, die bis 2022 nicht ersetzt werden, und Aufseher in Langzeitkrankheit, therapeutischer Teilzeit, Ausbildung, Abordnungen u. a.).“

Vor dem Hintergrund solcher Entwicklungen ist es nicht verwunderlich, dass auch der Gefängnisbetrieb selber stärker in die Schlagzeilen gerät.
Am 27. Januar 2022 verurteilte ein Gericht in La Rochelle in einem Berufungsverfahren drei Gefängnisaufseher wegen fahrlässiger Tötung zu Strafen zwischen achtzehn Monaten und zwei Jahren Gefängnis auf Bewährung. Die Angeklagten hatte 2016 bei einem Häftlingstransport den Erstickungstod eines 33-jährigen Mannes verursacht. Im April 2023 wurde die Leiterin des Kasernenbereichs des Maison Centrale von einem Gefangenen angegriffen und verprügelt. Der Angriff ereignete sich während eines Gesprächs, bei dem Gefangenen seine Verlegung in eine andere Anstalt mitgeteilt wurde. Die Direktorin wurde verletzt, erlitt einen Schock, und wurde arbeitsunfähig geschrieben.
Renouard hatte bereits 20 Jahre zuvor prophezeit, Dass „das goldene Image dieses exzellenten Urlaubsortes […] getrübt [würde], wenn die Gefängnisunruhen den Schleier, der das Gefängnis umhüllt, zerreißen und die Nachbarschaft einer vornehmen Elite mit dem "Abschaum der Gesellschaft" offenbaren würden.“ Das Tourismusbüro schwärmt derweil unverdrossen von dem unvergleichlichen maritimen Charme eines Ortes, „den man unbedingt besucht haben muss“, und einem belebten „Stadtzentrum mit geschichtsträchtigen Gebäuden, Terrassen zum Diskutieren und einem Hafen, wo Fischer und Freizeitsegler in guter Laune kommen und gehen“.

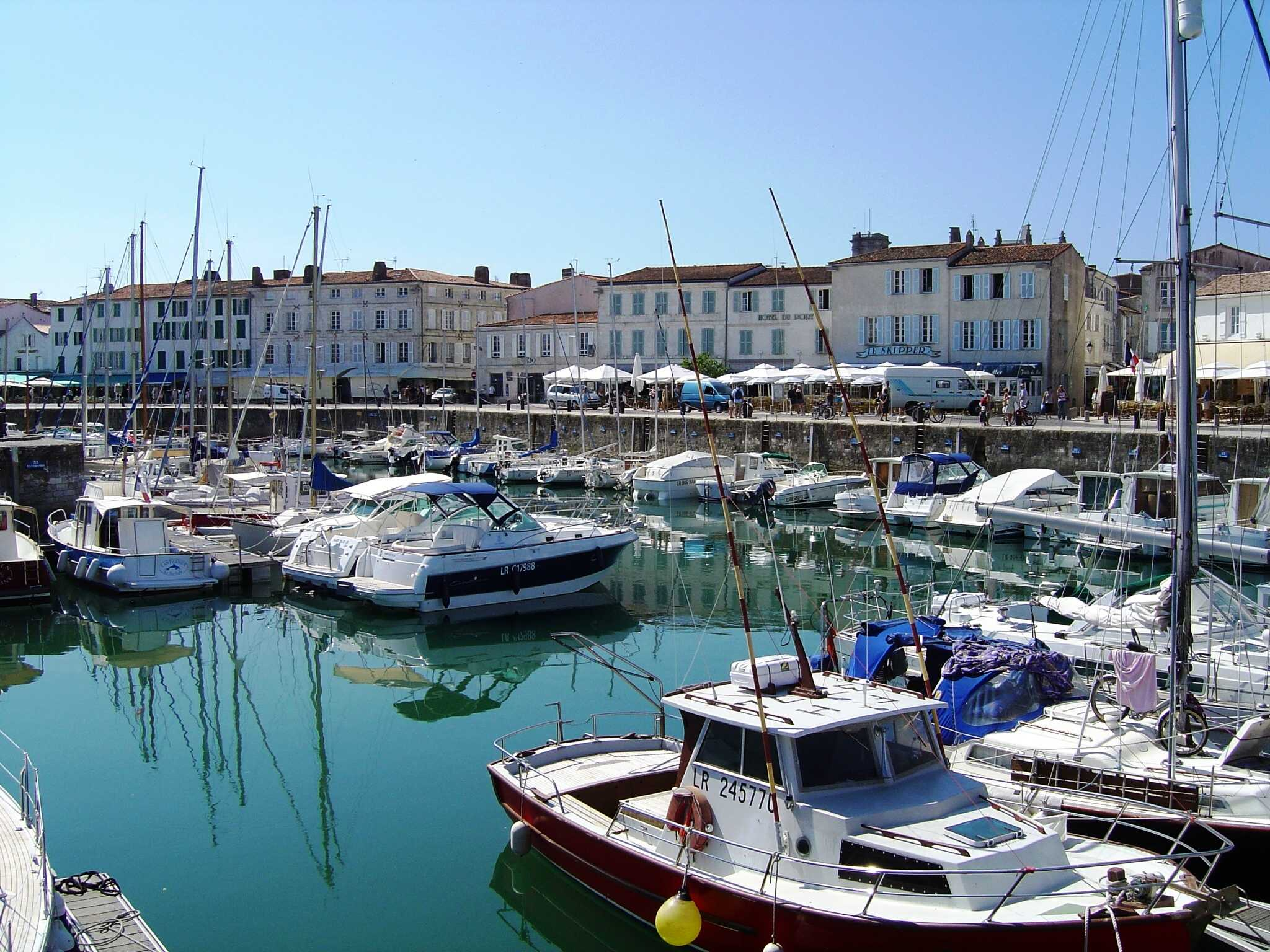
Hafen von St.-Martin
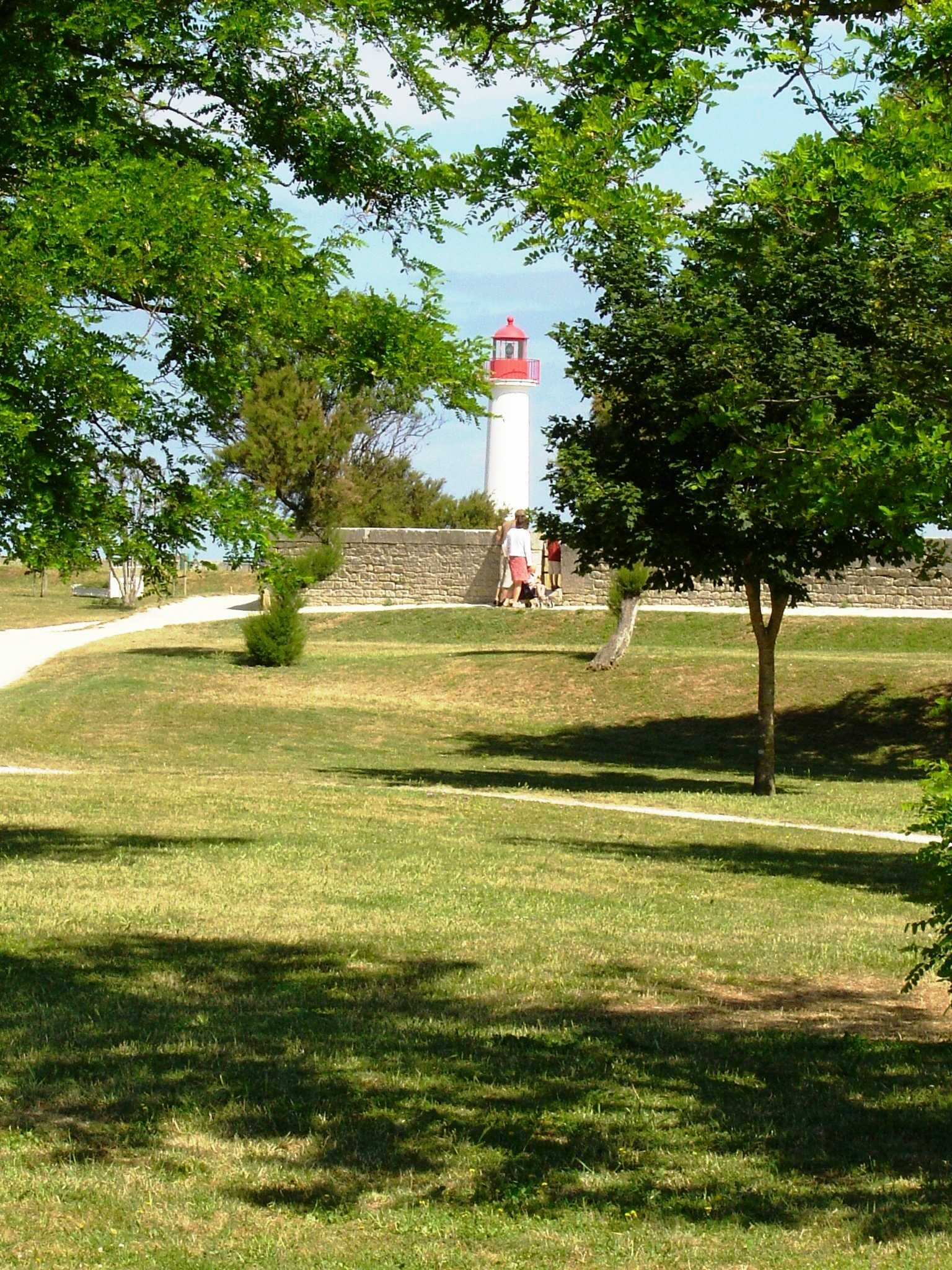
Leuchtturm von St.-Martin
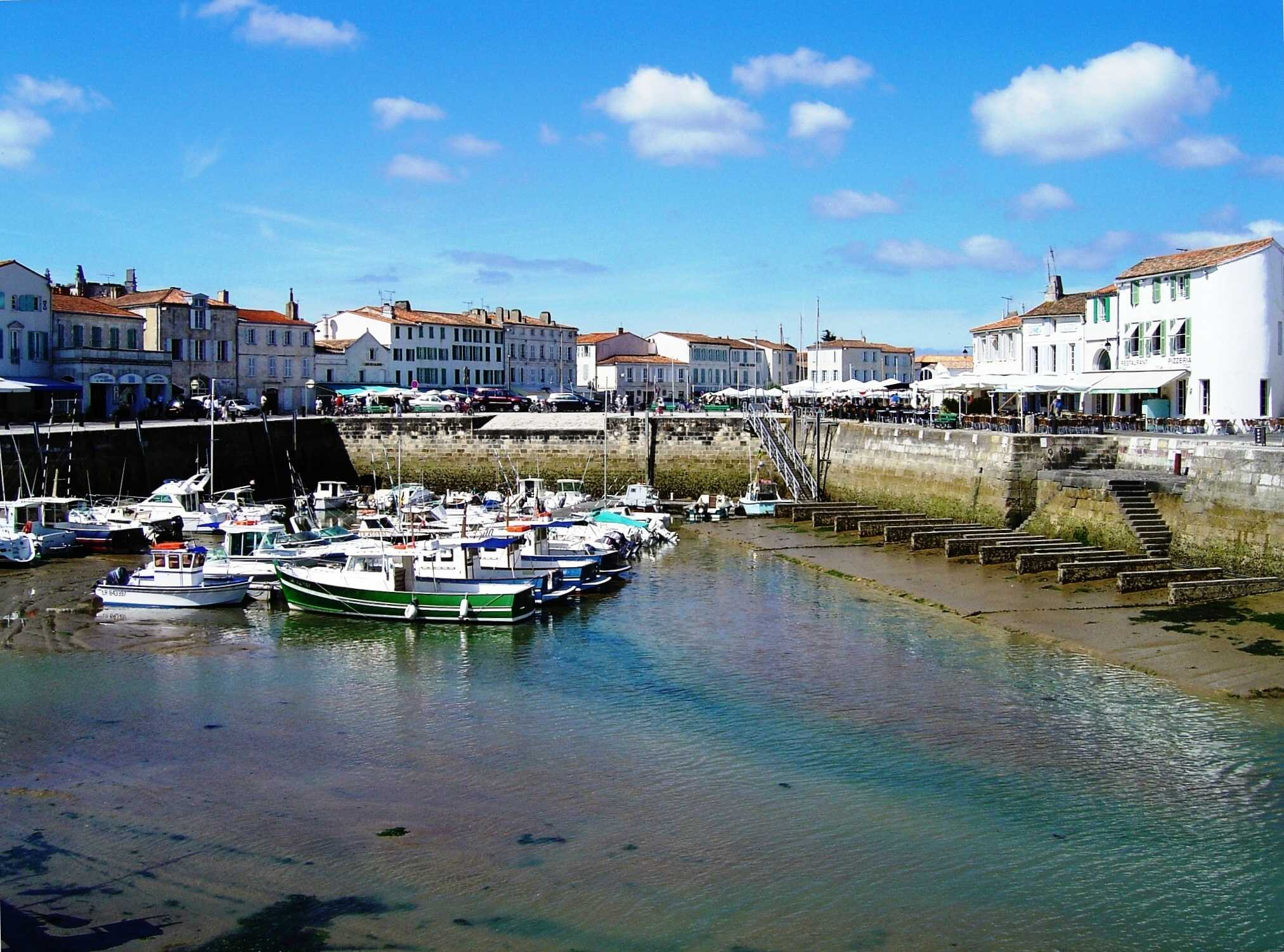
Hafen von St.-Martin bei Ebbe
Esel in der Festung

## Bevölkerungsentwicklung
| Jahr                       | 1962 | 1968 | 1975 | 1982 | 1990 | 1999 | 2007 | 2017 |
| Einwohner                  | 2262 | 2096 | 2135 | 2400 | 2512 | 2637 | 2588 | 2231 |
| Quellen: Cassini und INSEE |      |      |      |      |      |      |      |      |

## Sehenswürdigkeiten
- Kirche St-Martin
- Musée Ernest Cognacq

Siehe: Liste der Monuments historiques in Saint-Martin-de-Ré

## Partnerstädte von Saint-Martin-de-Ré
- Pairing, Australien seit April 1988
- Philippsburg, Deutschland seit 9. Juni 1974
- Saint-Laurent-du-Maroni, Frankreich

## Persönlichkeiten
- Jean Gabaret (1631–1697), Marineoffizier
- Nicolas Thomas Baudin (1754–1803), Forschungsreisender
- Ernest Cognacq (1839–1928), Großkaufmann
- Angèle Delasalle (1867–1939), französische Malerin, starb dort.
- Alfred Dreyfus, Marius Jacob und Henri Charrière (alias Papillon) durchquerten die Zitadelle von Saint-Martin, bevor sie sich in die Strafkolonie Guyana einschifften.